# Ластікмен: Унанг Банат
Ластікмен: Унанг Банат (англ. Lastikman: Unang Banat) — філіппінський супергеройський фільм 2004 року, заснований на коміксовому персонажі Ластікмені. Режисер фільму Мак Алехандре, сценарист — Р. Дж. Нуевас, у фільмі зіграли Марк Баутіста, Сара Джеронімо, Шері Гіл, Джон Естрада, Даніло Барріос, Елізабет Оропеса, Джоел Торре, Марк Гіл, Бервін Мейлі та Вівторок Варгас. Фільм вийшов на екрани 25 грудня 2004 року в рамках 30-го кінофестивалю Metro Manila Film Festival.

## Сюжет
Адріан — звичайний хлопчик, якому бракує здібностей і талантів. Він любить свою подругу Лару, але над ним часто знущаються однокласники та сусідські діти. Попри те, що Адріан слабкий, він має чисте і хоробре серце, коли намагається боротися з нелегальними лісорубами, які намагаються зрубати зачароване каучукове дерево. На жаль, лісоруби б'ють його і залишають ледь живим. Але завдяки його чистій душі зачароване каучукове дерево, яке він рятує, зцілює його і наділяє силою, що дарує йому суперздібності, перетворюючи його на Ластікмена, який здатний розтягувати своє тіло на неймовірну довжину та змінювати форму. Після низки подвигів він, його сім'я та Лара переїжджають до Маніли. З іншого боку, дерево також дає сили Едіті, матері-одиначці, яка втратила своїх дітей під час полювання на відьом після того, як її помилково звинуватили в тому, що вона асванг, наділяючи її тими ж здібностями, що й Ластікмена, а також здібностями до перевтілення і м'ясоїдними щупальцями, що ростуть на її спині. Перевтілившись у Ластіку, вона мстить своїм мучителям і переїжджає до Маніли, де безуспішно намагається переманити Ластікмена до себе в боротьбі за світове панування, врятувавши його від Перевертня. Після нових подвигів Ластікмен востаннє стикається з Ластікою, коли та перетворюється на нього, скоюючи низку злочинів. Спочатку Ластіка має перевагу, але гине, коли Ластікмен натягує дроти під напругою на калюжу бензину, над якою стоїть Ластіка, і знищує її. Лара розуміє, що Ластікмен та Адріан — одна і та ж людина, і фільм закінчується тим, що вони стають парою.

## Акторський склад

### Головні ролі
- Марк Баутіста — Адріан Розалес / Ластікмен
- Сара Джеронімо — Лара Мануель

### Другорядні ролі
- Шері Гіл — Едіта / Ластіка
- Джон Естрада — Альфонсо
- Данило Барріос — Реден
- Джоел Торре — Пабло
- Бервін Мейлі — Гарой
- Джон Манало — Бутіль
- Елізабет Оропеса — Сьюзен
- Вівторок Варгас — Марітесс
- Марк Гіл— Ендрю
- Вангі Лабалан — Делія
- Афіна Тібі — Крісті
- Крістель Фулгар — Летлет
- Север — Асон г Ітім («Чорний пес»)
- Розауро «Хлопчик» Рок — Таонг Асо
- Боббі Ендрюс — Адан
- Маркі Лопес — Джоко
- Ванна Гарсія — Анна
- Елла В. — Гелей
- Майлз Окампо — молода Лара
- Крістал Морено — зведена сестра Лара
- Джей Сі Паркер — сексуальна жертва перевертня (камео)
- Ізабелла де Леон — дитина-жертва перевертня (камео)

## Нагороди
| Рік      | Організація нагородження   | Категорія                 | Одержувач    | Результат |
| -------- | -------------------------- | ------------------------- | ------------ | --------- |
| 2004 рік | Кінофестиваль Метро Маніла | Найкращі візуальні ефекти | Фел Родольфо | Перемога  |

## Примітка
1. 1 2  http://www.imdb.com/title/tt0422617/